# Лебу
Лебу (исп. Lebu) — город и морской порт в Чили. Административный центр одноимённой коммуны и провинции Арауко. Население — 20 838 человек (2002).   Город и коммуна входит в состав провинции Арауко и области Био-Био.
Территория коммуны — 561,4 км². Численность населения — 25 767 жителей (2007). Плотность населения — 45,9 чел./км².

## Этимология
Название города происходит от названия реки, на языке индейцев мапуче "Леуфу" - "река".

## Расположение

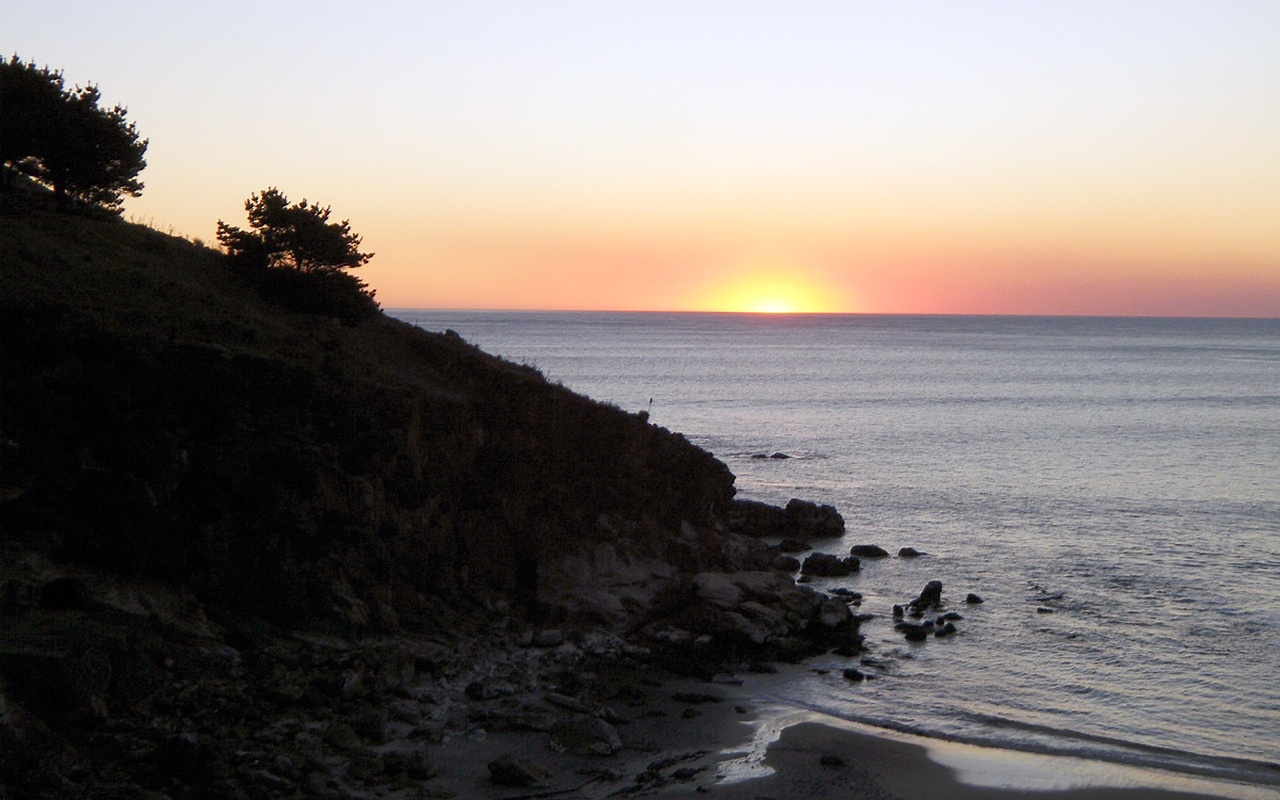
Закат на берегу Тихого океана

Город  расположен в 102 км юго-западнее административного центра области — города Консепсьон, на побережье Тихого океана, у устья реки Лебу. В состав коммуны входит остров Моча, который находится в 92 километрах южнее города. На востоке коммуна ограничена Береговой Кордильерой. Климат морской средиземноморский.
Коммуна граничит:
- на севере — с коммуной Арауко
- на северо-востоке — с коммуной Куранилауэ
- на востоке — с коммуной Лос-Аламос.

## История
Город основан 8 октября 1862 года, сразу после начала оккупации Араукании чилийским правительством. Город привлек жителей деревень, разбросанных в долине реки Лебу. Позднее в городе осело значительное количество европейских мигрантов: басков, англичан и французов. 

## Демография
Согласно сведениям, собранным в ходе переписи Национальным институтом статистики,  население коммуны составляет 25 767 человек, из которых 12 725 мужчин и 13 042 женщины.
Население коммуны составляет 1,3 % от общей численности населения области Био-Био. 11,25 %  относится к сельскому населению и 88,75 % — городское население.

### Важнейшие населённые пункты коммуны
- Лебу (город) — 20 838 жителей
- Санта-Роса (посёлок) — 1153 жителя

## Экономика
Ранее основой экономики был экспорт угля через морской порт, ныне основные сектора экономики — туризм, малый бизнес, лесопереработка и рыболовство.